# 都巴卜路
都巴卜路，是台灣卑南族南王部落神話中的人物，他在玩樂的過程中創建了少年年祭（mangamangayau，又稱猴祭）。

## 身世
都巴卜路是竹生始祖巴辜馬賴（Pagumalay）夫妻的後代，他的父母是一對叫魯馬魯外（Rumaruwai，男）和辜馬魯季（Kumaruki，女）的兄妹。

## 神話
據說在都巴卜路小的時候，他的父母在工作前給他搭起傘型的棚子，並抓了一隻壁虎把腳綑起來、用竹片貫穿並且切下頭給他玩，都巴卜路很喜歡這個玩具，經常要父母給自己做新的，而這樣的遊戲也很受其他兒童的歡迎，後來因為參加的人越來越多，他們為了獲得更大的樂趣而改抓猴子來代替。都巴卜路的父母雖然對這樣的情況感到很開心，但因為孩子逐漸長大，人也越來越多，因此棚子也逐年增大。後來殺猴子玩的遊戲成為每年收穫小米後的固定活動，父母也因為農閒而可以給孩子們做遊戲時吃的餅，逐漸變為了今天的少年年祭，而棚子也變成了最早的少年會所（Takuban）。

## 現代研究
有學者根據上述傳說、以及少年年祭中除了要殺死猴子外，還有不同少年組之間彼此角力打架的環節，推斷最早的少年年祭就是要讓少年們練習戰鬥與獵首技能的祭典，除了少年年祭的族語發音「mangamangayau」意思即為模擬狩獵或獵首的意思之外，卑南族中也流傳著過去婦女在田裡工作時經常受到猴子騷擾，因此由少年會所的少年們將猴子抓起來殺死這一版本的少年年祭起源說法，都是印證了少年年祭是傳統卑南族社會為了鍛鍊少年的戰鬥和謀生能力而舉行的活動。
另外，另一個少年年祭的創建者薩勒麼幸的說法，因為情節中有許多矛盾之處（例如從人祭改為猴祭或明明是第一次舉辦卻相當熟練的原因），被認為其代表的「建造少年會所說」可靠度不如都巴卜路傳說所代表的「訓練說」。